# Sessea vestita
Sessea vestita är en potatisväxtart som först beskrevs av William Jackson Hooker, och fick sitt nu gällande namn av John Miers. Sessea vestita ingår i släktet Sessea och familjen potatisväxter. Inga underarter finns listade i Catalogue of Life.